# 연가양흉
연가양흉(Flail chest)은 늑골이 두 군데 이상 골절되어 가슴이 숨을 들어 쉴 때는 가슴이 들어가고, 숨을 내 쉴 때는 가슴이 올라오는 현상을 말한다. 즉 가슴의 움직임이 정상 호흡과는 반대가 된다. 호흡에 심한 장애를 초래하게 된다.
복수의 늑골 골절은 전면 및 측면 흉벽의 상당한 부분을 자유롭게 움직일 수 있다. 벽의 느슨한 부분은 역설적으로 움직인다. 연약한 가슴은 극도로 고통스러운 상처로 환기를 저해하여 혈액의 산소에 영향을 미친다. 치료 중 느슨한 부분은 이동을 방지하기 위해 플레이트나 와이어로 내부적으로 고정할 수 있다.